# إليزابيث أميرة بريطانيا العظمى
الأميرة إليزابيث (بالإنجليزية: Princess Elizabeth of Great Britain)‏ (اليزابيث كارولين 10 يناير 1741 - 4 سبتمبر 1759) كانت عضوا في العائلة المالكة البريطانية فهي حفيده جورج الثاني ملك بريطانيا العظمى وشقيقة الملك جورج الثالث.